# Jean-Jacques Wunenburger
Jean-Jacques Wunenburger (28 de outubro de 1946) é um filósofo francês. Especialista em estudos sobre a imaginação, sua obra busca uma aproximação com a antropologia para analisar símbolos e mitos  nas suas relações com o racionalismo no mundo contemporâneo.

## Biografia
Formou-se em Filosofia em 1969, pela Universidade de Dijon, onde foi discípulo de Gilbert Durand. Posteriormente, fez seu Doutorado sobre a instituição e a experiência da festa, que defendeu em 1973.
Além de lecionar na Universidade Jean Moulin Lyon 3, é o diretor do Centro Gaston Bachelard de Pesquisa sobre o Imaginário e a Racionalidade, da Universidade de Bourgogne.

## Publicações
- La fête, le jeu et le sacré, Editions Universitaires, 1977
- L'utopie ou la crise de l'imaginaire, Editions Universitaires, 1979
- Le sacré, PUF, Que-sais-je ?, 1981, 3e éd. 1996
- Freud, Balland, 1985
- La Raison contradictoire, Albin Michel, 1990
- L'imagination, PUF, Que sais-je ?, 1991, 2e éd. 1993
- Méthodologie philosophique, PUF, 1992
- Questions d'éthique, PUF, Premier Cycle, 1993
- La vie des images, Presses Universitaires de Strasbourg, 1995
- Philosophie des images, Presses Universitaires de France, Thémis, 1997
- L'homme à l'âge de la télévision, Presses Universitaires de France, 2000
- Imaginaires du politique, Ellipses, 2001
- Imaginaires et rationalité des médecines alternatives, Les Belles Lettres, 2006[4].
- Bachelard, une poétique des images, Sestos an Giovanni, Mimesis, 2012.
- Gaston Bachelard, science et poétique, une nouvelle éthique ?, Paris, Hermann, 2016.
- L'imagination créatrice en 40 pages, Paris, Uppr éditions, 2016.
- Le progrès en crise en 40 pages, Paris, Uppr édition, 2016.
- L'imagination géopoïétique : espaces, images, sens, Milan, éditions Mimésis, 2016.
- Esthétique de la transfiguration : de l'icône à l'image virtuelle, Paris, les éditions du Cerf, 2016.
- Soigner : les limites des techno-sciences de la santé, Louvain-la-Neuve (Belgique), EME éditions, 2019.
- Mytho-politiques : histoire des imaginaires du pouvoir [archive], Paris, éditions Mimésis, 2019.

### Edições em português
- O imaginário (Edições Loyola)
- Metodologia Filosófica (Martins Fontes)
- O Imaginário na Educação (Cortez)
- O Homem na Era da Televisão (Edições Loyola)